# واترلو (تگزاس)
واترلو، تگزاس (به انگلیسی: Waterloo, Texas) شهری در ایالت تگزاس از ایالات جنوبی ایالات متحده آمریکا است.